# Light novel

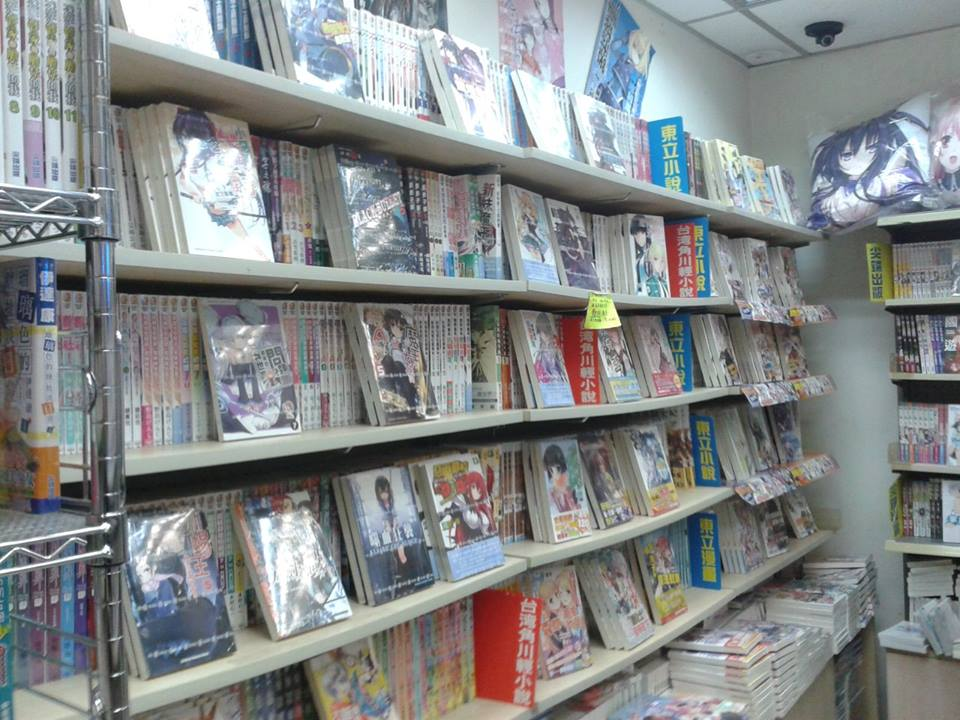
Obchod light novel v Macao.

Light novel (japonsky ライトノベル, raito noberu, česky lehký román) je druh japonského románu. Termín je odvozen z angličtiny, jedná se však o wasei-eigo. Často bývá zkracován jako ranobe (ラノベ) či rainobe (ライノベ).
Typicky se nejedná o útvar delší než 40–50 tisíc slov, kratší díla tak svým rozsahem odpovídají spíše novelám. Tyto romány bývají tištěny ve formátu A6 jako tzv. bunkobon a jsou často (nesouvisle) ilustrovány ve stylu manga.